# المعهد الروسي للفنون المسرحية
المعهد الروسي للفنون المسرحية (الروسية: Российский институт театрального искусства) هو أحد مؤسسات التعليم العالي الروسية. وأكبر معهد مسرحي في أوروبا وواحد من أكبر معاهد العالم. تأسس عام 1878 ويقع في موسكو. تعد المجموعة المعمارية والمبنى الرئيسي للمعهد، أحد المعالم التراثية الثقافي لشعب روسيا وتشرف على حمياتها الدولة.